# Acido pirosilicico
L'acido pirosilicico è l'acido ottenuto per condensazione di due molecole di acido ortosilicico (H4SiO4) sottraendo una molecola d'acqua
{\displaystyle {\ce {2H4SiO4 -> H6Si2O7 + H2O}}}
Un altro metodo utilizzato per ricavare l'acido pirosilicico è sommare a due molecole di biossido di silicio tre molecole d'acqua
{\displaystyle {\ce {2SiO2 + 3H2O -> H6Si2O7}}}